# Aaron J. Klein
Aaron J. Klein est un auteur et journaliste israélien né le 6 novembre 1960 et mort le 7 juillet 2016. 

## Biographie
Klein est correspondant pour les affaires militaires et de renseignement pour le magazine Time au sein du bureau de Jérusalem,. Lauréat du prix Henry Luce 2002, Aaron J. Klein est également diplômé d'une maîtrise en histoire à l'Université hébraïque de Jérusalem. Il enseigne aussi le journalisme en Israël[citation nécessaire].
Son livre Striking Back: The 1972 Munich Olympics Massacre and Israel's Deadly Response (2005),, est traduit dans une douzaine de langues et publié dans plus de vingt pays. Parmi les allégations avancées par Klein, figure une théorie selon laquelle le Mossad aurait cherché à tuer le militant palestinien Wadie Haddad en 1978 en empoisonnant une boîte de chocolats belges.
En 2014, Klein publie en Israël un livre intitulé Master of Operations qui retrace la vie de l'agent du Mossad Mike Harari.
Aaron Klein meurt d'un cancer le 7 juillet 2016 à l’âge de 55 ans.